# Ian Danney
Ian Andrew Danney (* 30. Dezember 1969 in Georgetown, Guyana) ist ein ehemaliger kanadischer Bobfahrer, der an den Olympischen Winterspielen 1998 in Nagano teilnahm.

## Karriere

### Olympische Winterspiele
An den Olympischen Winterspielen 1998 in Nagano nahm Ian Danney mit dem kanadischen Aufgebot im Viererbob teil. Den olympischen Wettkampf im Viererbob absolvierte er zusammen mit Ben Hindle, Matt Hindle und Chris Lori am 20. und 21. Februar 1998 auf der olympischen Bobbahn und belegte im Bob Canada 2 den 11. Platz von 32 teilnehmenden Viererbobs mit einer Gesamtzeit von 2:41,14 min aus witterungsbedingten drei Wertungsläufen.